# Palackvisszaváltási rendszer
A palackvisszaváltási rendszer (másnéven DRS-rendszer; deposit-refund system (ford.: betétdíj-visszatérítési rendszer)) egy rendszer, melyben a rendszerben érintett termékek (főleg műanyag-palackok, fémdobozok és italosüvegek) vásárlásakor egy megadott betétdíjat számolnak fel, amelynek összegét a termék boltba vagy visszaváltópontra való visszavitelekor a vásárló visszakapja. A rendszer célja az érintett termékek nagy mértékű újrahasznosítása.

## Magyarországon

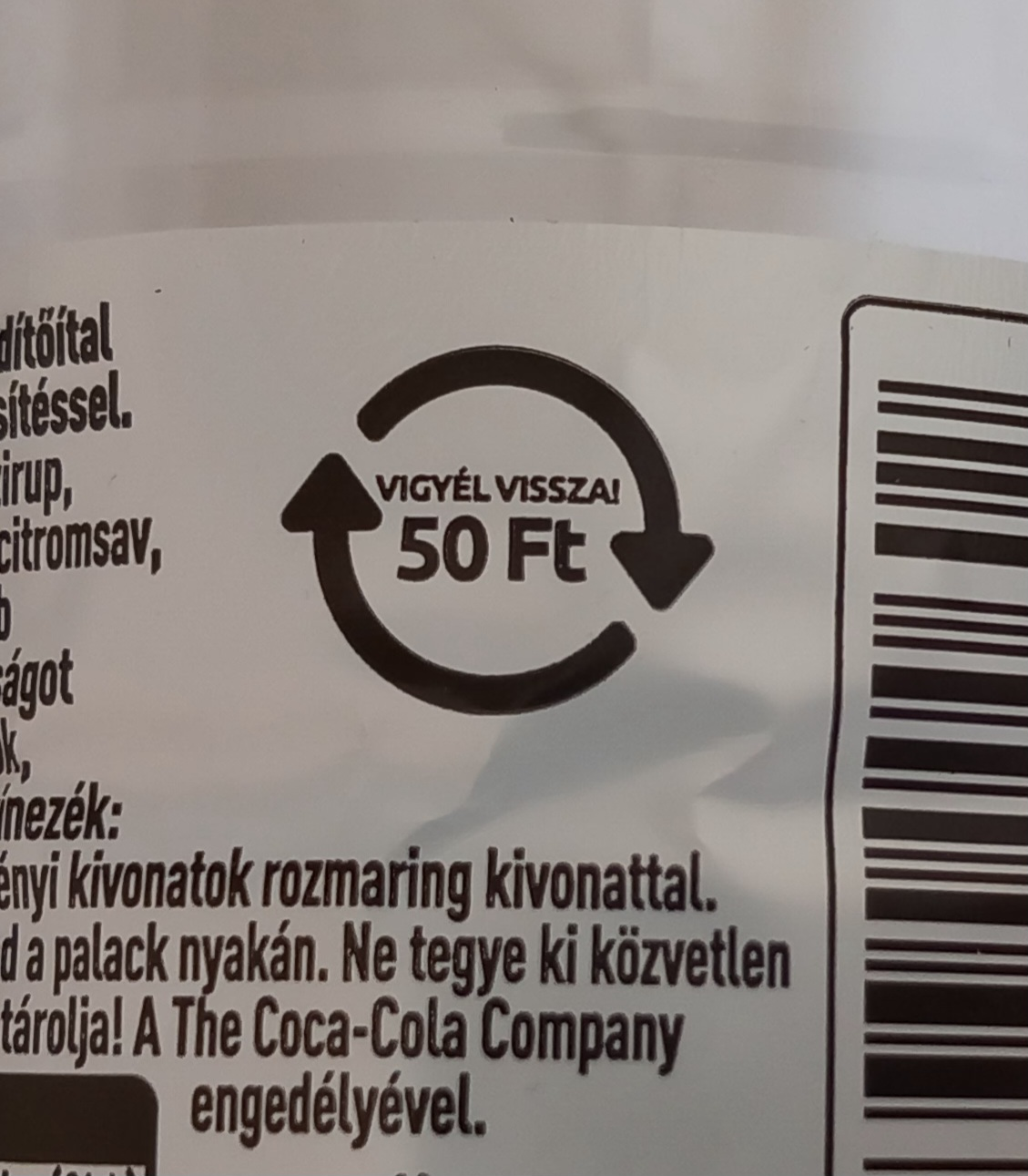
Egyutas italcsomagolásra utaló jelzés egy palackon

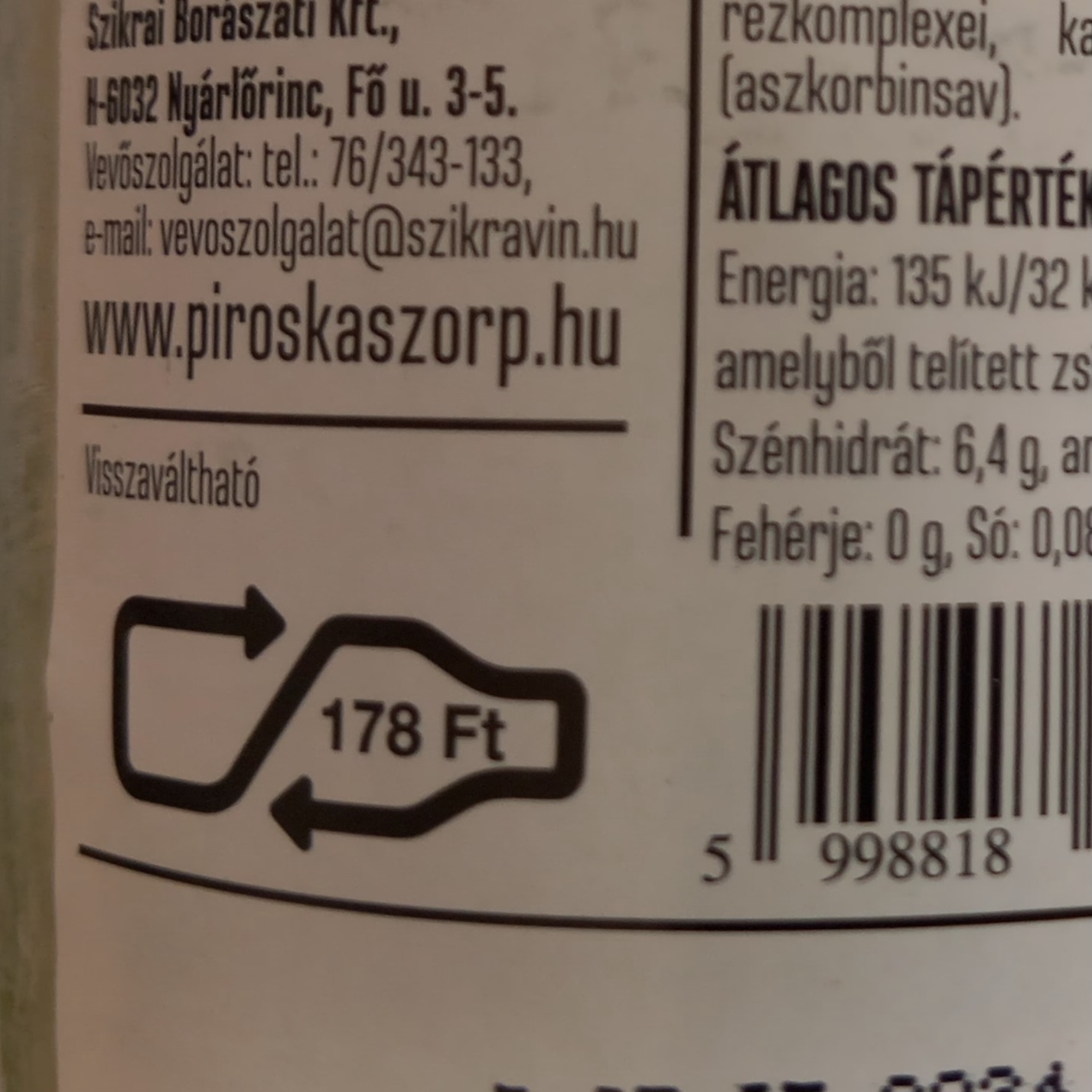
Többutas italcsomagolásra utaló jelzés egy üvegen

Magyarországon a rendszert 2024. január 1-ével vezették be a 450/2023. (X. 4.) kormányrendelet alapján, de az érintett termékek gyártóinak csak 2024. július 1-étől kötelező visszaváltható palackokat forgalomba hozni. A magyar rendszert a Mol Hulladékgazdálkodási Zrt. (MOHU) üzemelteti.
Csak az a műanyag-, fém- vagy üvegcsomagolás visszaváltható, amelynek űrtartalma 1 dl és 3 liter közötti, kivéve a tej- és tejalapú termékek; azok a termékek, amelyekből évente legfeljebb 5000 darabot forgalmaznak; a speciális alakú csomagolásban lévő termékek és azok, melynek bekerülési értéke meghaladja a betétdíj ötszázszorosát (25 000 Ft-ot).
Az italcsomagolások nagy része egyutas, betétdíjuk 50 Ft, de vannak többutas csomagolások, ezek betétdíját a termékek forgalmazója állapítja meg. Az előbbi esetben a termék csomagolásán a Vigyél vissza! 50 Ft jelzésnek, az utóbbiban egy többutas jelzésnek és benne a betétdíj összegének kell szerepelnie.
A 400 m2-nél nagyobb élelmiszerboltoknak kötelező elhelyezni egy vagy több visszaváltó automatát, de önkéntesen, kézi visszaváltó pontként is lehet csatlakozni a rendszerbe. A MOHU célja, hogy minden 1000 főnél nagyobb településen legyen legalább egy visszaváltópont. A cég szerint jelenleg az ilyen települések 90%-án már van vagy terveznek visszaváltópontot létrehozni.
A rendszerben visszaváltott italcsomagolások száma 2024. augusztus 23-ára átlépte a 150 milliót, 2024. szeptember 25-ére pedig a 300 milliót. 2024 szeptemberében már napi szinten 6 millió italcsomagolás kerül visszaváltásra, ami az összes italcsomagolás nagyjából 70%-a.

### Kritikák
- Mivel a többutas italcsomagolások esetében a forgalmazó teljes mértékben maga állapítja meg a betétdíj összegét, ezáltal gyakran 50 Ft alatt van ezeknek az italcsomagolásoknak a betétdíja, így alacsonyabb a visszaváltási arány. Ezt úgy lehetne orvosolni, ha a forgalmazók a többutas italcsomagolások betétdíjára nem állapíthatnának meg 50 Ft-nál alacsonyabb összegű betétdíjat.[8][9]
- Nincs betétdíj azokon az italokon, melyeknek ára legalább 25 000 Ft, így ezek a nem újrahasznosított hulladék mennyiségét növelik.[10]
- A tejet és tej alapú termékeket tartalmazó italcsomagolásokon nincs betétdíj, így ezek szintén a nem újrahasznosított hulladék mennyiségét növelik.[11]
- Nem mindegyik automata vált vissza mindent, így egyes esetekben több helyre kell visszavinni a göngyöleget.[12]
- Mivel csak az 1 dl és 3 liter közötti űrtartalmú italcsomagolásokon van betétdíj, ezért a Magyarországon elterjedt, 1 dl-nél kisebb kiszerelésű – a köznyelvben többek között „féldesicnek” vagy „féldekásnak” nevezett – alkoholos italokon nincs betétdíj, ahogy a 3 liternél nagyobb kiszerelésű italokon sem, ezzel rengeteg újrahasznosítatlan szemét keletkezik. Ezt úgy lehetne orvosolni, ha az 1 dl-nél kisebb és a 3 liternél nagyobb kiszerelésű italokat betiltanák.[13][14][15]
- A palackvisszaváltási rendszert számos kritika éri amiatt, hogy kevés a visszaváltópont. Magyarországon csak a 400 m2-nél nagyobb eladótérrel rendelkező üzleteknek kötelező biztosítaniuk a betétdíjas italcsomagolások visszaváltásának a lehetőségét. Ezzel szemben Csehország egy jó ellenpélda, ahol a visszaváltás lehetőségét nem csak a nagyobb áruházaknak kell lehetővé tenniük, mint Magyarországon, hanem minden olyan kis üzletnek és benzinkútnak is, amelynek alapterülete eléri az 50 m2-t. Emellett Csehországban az online kereskedőknek szintén meg kell oldaniuk valahogy, hogy a náluk vásárolt palackos, dobozos üdítők és szeszes italok csomagolóanyagait visszaválthassák a vevők; magyarán meg kell jelenniük a fizikai térben saját vagy másokkal közösen üzemeltetett visszaváltó automatáikkal.[16]
- A hálózatot üzemeltető MOHU anyagilag nem feltétlenül érdekelt abban, hogy minél több automata legyen, mivel a vissza nem váltott italcsomagolások betétdíja a MOHU-t gazdagítja. Ezt úgy lehetne orvosolni, ha minden eladott ital után a csomagolás betétdíjával megegyező összegű (a legtöbb italcsomagolás esetében 50 Ft-os) környezetvédelmi termékdíj terhelné a MOHU-t, melyből minden visszaváltott italcsomagolás után levonhatná a MOHU a betétdíj teljes összegét. Így a vissza nem váltott italcsomagolások betétdíja nem gazdagítaná a MOHU-t, amely ezáltal jobban érdekelt lenne abban, hogy a mainál lényegesen több visszaváltópont legyen Magyarországon.[17]

## Külföldön
A határos országok közül Szlovákiában, Romániában és Horvátországban van érvényben visszaváltási rendszer. Szlovákiában 2022. január 1-én vezették be a rendszert €0,15-s (62 Ft-os) betétdíjjal, és a rendszer segítségével 2024-ben a PET-palackok visszagyűjtési aránya itt már 92% volt.
Romániában 2023. november 30-ával vezzeték be a rendszert, a betétdíj itt 50 bani (40 Ft). 2024. augusztusáig itt már több, mint 1,3 milliárd palackot váltottak vissza.
Horvátországban 2006 óta működik a rendszer, az euró bevezetése előtt 50 lipa (25 Ft) volt, az euróra való áttérés óta €0,07 (29 Ft) a betétdíj.
Finnországban a műanyag-palackok betétdíja űrtalmuktól függ: 0,35 literig €0,10 (41 Ft); a 0,35 liternél nagyobb, de 1 liternél kisebbeknél €0,20 (82 Ft); 1 litertől pedig €0,40 (164 Ft) a betétdíj.

DRS-rendszerek Európában: Használatban Tervezve Nincs
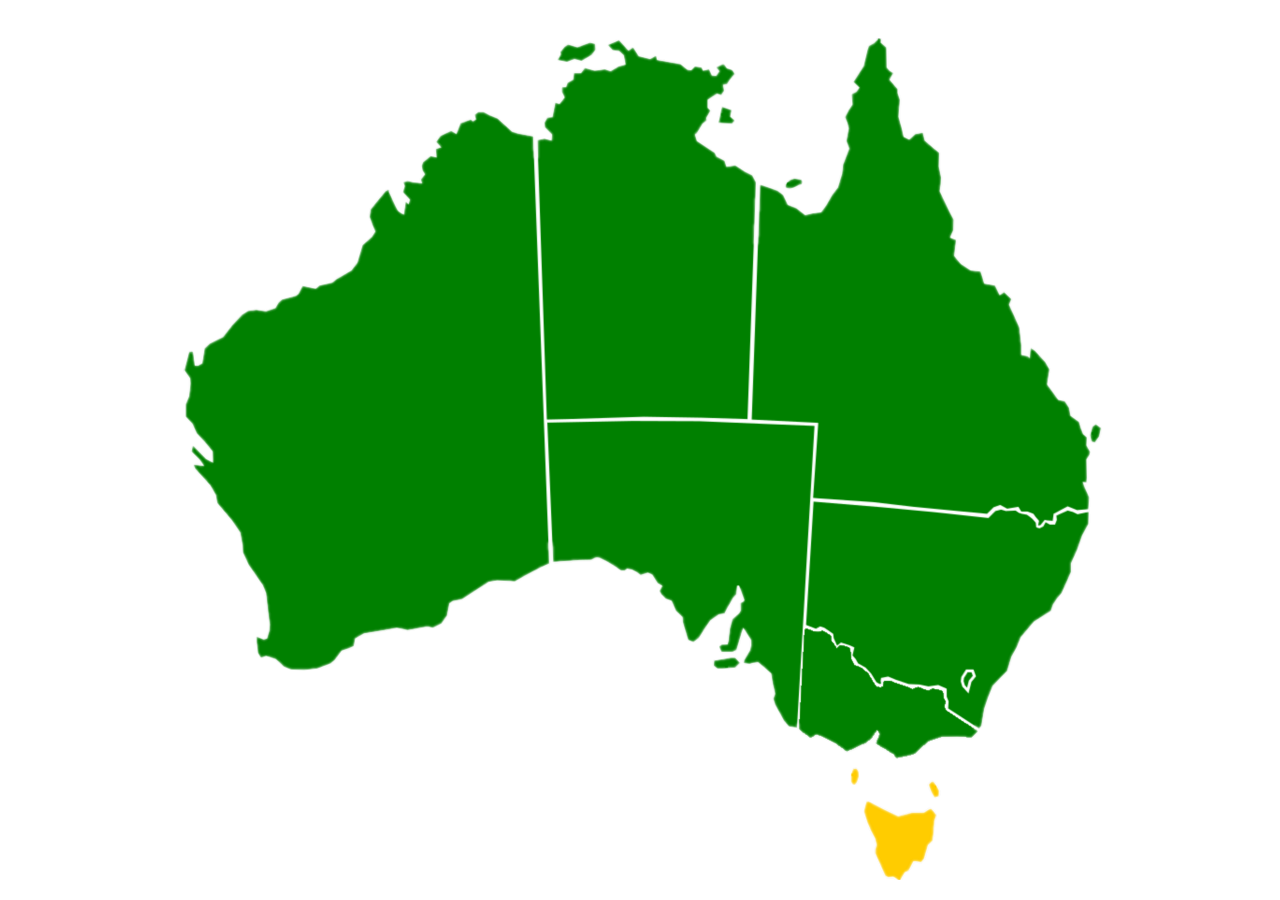
DRS-rendszer Ausztráliában: Használatban Tervezve
DRS-rendszerek Észak-Amerikában:  Használatban palackoknál és italos dobozoknál Csak söröknél/alkoholos italoknál Eltörölve Nincs